# Élections législatives de 1981 en Ille-et-Vilaine
Les élections législatives françaises de 1981 en Ille-et-Vilaine se déroulent les 14 et 21 juin 1981.
Pour la première fois sous la Ve République, la gauche remporte deux sièges : Edmond Hervé (Rennes-Nord, 1re) et Jean-Michel Boucheron (Rennes-Sud, 2e) sont ainsi élus pour le Parti socialiste. 
La droite reste cependant majoritaire avec les réélections de Pierre Méhaignerie et Alain Madelin pour l'UDF et de Michel Cointat pour le RPR ainsi que l'élection de Jean Hamelin (Saint-Malo, 6e), ancien suppléant de Yvon Bourges.

## Élus
| Circonscription | Député sortant                                 | Parti | Parti     | Député élu ou réélu   | Parti | Parti     |
| --------------- | ---------------------------------------------- | ----- | --------- | --------------------- | ----- | --------- |
| 1re             | Jacques Cressard                               |       | RPR       | Edmond Hervé          |       | PS        |
| 2e              | François Le Douarec nsrp                       |       | RPR       | Jean-Michel Boucheron |       | PS        |
| 3e              | Maurice Drouet suppléant de Pierre Méhaignerie |       | UDF (CDS) | Pierre Méhaignerie    |       | UDF (CDS) |
| 4e              | Alain Madelin                                  |       | UDF (PR)  | Alain Madelin         |       | UDF (PR)  |
| 5e              | Paul Le Ker suppléant de Michel Cointat        |       | RPR       | Michel Cointat        |       | RPR       |
| 6e              | Jean Hamelin suppléant de Yvon Bourges         |       | RPR       | Jean Hamelin          |       | RPR       |

## Positionnement des partis
Le Parti socialiste, au nom de la nouvelle majorité présidentielle, et le Parti communiste français, sous l'appellation « majorité d'union de la gauche », se présentent dans les six circonscriptions du département. Les socialistes investissent Edmond Hervé, maire de Rennes et ministre de la Santé du gouvernement Mauroy, Jean-Michel Boucheron, adjoint au maire de Rennes et conseiller général du canton de Rennes-V, Guy Gerbaud, Pierre Bourges, Jacques Faucheux et Louis Chopier, maire de Saint-Malo, tandis que les communistes soutiennent Jacques Rolland, conseiller municipal de Rennes et président du groupe communiste, Christian Benoist, adjoint au maire de Rennes et vice-président du district, Jean Le Duff, Marc Garreau, Jean-Claude Guillerm et René Busnel, ancien adjoint au maire de Saint-Malo.
Il en est de même pour l'Union pour la nouvelle majorité (UNM), alliance électorale réunissant les partis membres de la majorité sortante, qui soutient des candidats dans l'ensemble des circonscriptions, dont quatre députés sortants. En détail, on compte 4 candidats RPR, 2 UDF et 1 CNIP. Dans la 4e circonscription (Redon), le député sortant Alain Madelin (UDF-PR) et Constant Hubert (CNIP) bénéficient tous deux du soutien de l'UNM alors que le radical Alain Galesne dans la circonscription de Rennes-Sud et le CNIP Jean Fuseau dans celle de Vitré se présentent sans avoir reçu d'investiture de la part de l'UNM. 
Le Parti socialiste unifié présente deux candidats, sous l'étiquette « Alternative 81 », en alliance avec l'Union démocratique bretonne : Alain Ruellan (1re) et Monique Rannou (2e). L'UDB est aussi présente dans la circonscription de Saint-Malo avec la candidature de Henri Gourmelen. Quant aux écologistes, ils sont présents dans les 1re, 2e et 6e circonscription.
Enfin, les jobertistes du Mouvement des démocrates se présentent dans la cinquième circonscription (Fougères).

## Résultats

### Analyse
Le Parti socialiste est le grand gagnant des élections législatives en Ille-et-Vilaine : si les socialistes remportent uniquement deux sièges (Edmond Hervé à Rennes-Nord et Jean-Michel Boucheron à Rennes-Sud), ils progressent de 13,5 points par rapport au scrutin de 1978 et de 12,8 points sur l'élection présidentielle, confirmant la dynamique observée depuis les municipales de 1977. Cette progression se fait aux dépens des autres mouvements politiques de gauche, notamment le Parti communiste français qui poursuit sa régression, et de la droite, qui voit une partie de son électorat se tourner vers le PS.
A contrario, la droite recule sensiblement par rapport à 1978, perdant 3,4 points à l'élection présidentielle et 6,7 points aux législatives. Elle reste toutefois majoritaire avec les réélections de Pierre Méhaignerie (Vitré, 3e) et Michel Cointat (Fougères, 5e) dès le premier tour et d'Alain Madelin (Redon, 4e) au second, ainsi que l'élection de Jean Hamelin (Saint-Malo, 6e), ancien suppléant d'Yvon Bourges.

### Résultats à l'échelle du département
| Parti          | Parti                                                   | Premier tour | Premier tour | Second tour | Second tour | Sièges |
| Parti          | Parti                                                   | Voix         | %            | Voix        | %           | Sièges |
| -------------- | ------------------------------------------------------- | ------------ | ------------ | ----------- | ----------- | ------ |
|                | Rassemblement pour la République                        | 116 087      | 33,76        | 112 311     | 39,32       | 2      |
|                | Union pour la démocratie française                      | 52 993       | 15,41        | 23 269      | 8,15        | 2      |
|                | Centre national des indépendants et paysans             | 9 146        | 2,66         |             |             | 0      |
|                | Mouvement des démocrates                                | 2 934        | 0,85         | 0           |             |        |
|                | Union pour la nouvelle majorité                         | 181 160      | 52,68        | 135 580     | 47,47       | 4      |
|                |                                                         |              |              |             |             |        |
|                | Parti socialiste                                        | 132 371      | 38,50        | 150 013     | 52,53       | 2      |
|                | Parti communiste français                               | 17 130       | 4,98         |             |             | 0      |
|                | Majorité présidentielle                                 | 149 501      | 43,48        | 150 013     | 52,53       | 2      |
|                |                                                         |              |              |             |             |        |
|                | Divers écologiste (dont MEP)                            | 8 049        | 2,34         |             |             | 0      |
|                | Union démocratique bretonne                             | 1 968        | 0,57         | 0           |             |        |
|                | Lutte ouvrière                                          | 1 085        | 0,31         | 0           |             |        |
|                | Parti socialiste unifié                                 | 836          | 0,24         | 0           |             |        |
|                | Extrême gauche (Comités communistes pour l'autogestion) | 405          | 0,12         | 0           |             |        |
|                | Ligue communiste révolutionnaire                        | 330          | 0,09         | 0           |             |        |
|                | Extrême gauche                                          | 271          | 0,08         | 0           |             |        |
|                | Parti des forces nouvelles                              | 263          | 0,08         | 0           |             |        |
|                |                                                         |              |              |             |             |        |
| Inscrits       | Inscrits                                                | 492 593      | 100,00       | 382 570     | 100,00      | 6      |
| Abstentions    | Abstentions                                             | 144 372      | 29,31        | 93 198      | 24,36       |        |
| Votants        | Votants                                                 | 348 221      | 70,69        | 289 372     | 75,64       |        |
| Blancs et nuls | Blancs et nuls                                          | 4 353        | 1,25         | 3 779       | 1,31        |        |
| Exprimés       | Exprimés                                                | 343 868      | 98,75        | 285 593     | 98,69       |        |

### Résultats par circonscription

#### Première circonscription (Rennes-Nord)
La circonscription de Rennes-Nord comprenait six cantons : Bécherel, Hédé, Liffré, Rennes-Nord-Est, Rennes-Nord-Ouest et Saint-Aubin-d'Aubigné. Par ordre alphabétique, les deux principaux candidats en lice dans cette circonscription sont :
- Jacques Cressard, député sortant et conseiller général de Rennes-IV, investi par le RPR et l'UNM ;
- Edmond Hervé, conseiller général de Rennes-III et maire de Rennes, pour le PS.

| Candidat       | Candidat                 | Parti          | Premier tour | Premier tour | Second tour | Second tour |  |
| Candidat       | Candidat                 | Parti          | Voix         | %            | Voix        | %           |  |
| -------------- | ------------------------ | -------------- | ------------ | ------------ | ----------- | ----------- |  |
|                | Edmond Hervé élu         | PS             | 29 697       | 45,49        | 39 244      | 54,68       |  |
|                | Jacques Cressard sortant | RPR (UNM)      | 28 613       | 43,83        | 32 523      | 45,32       |  |
|                | Jacques Rolland          | PCF            | 2 712        | 4,15         |             |             |  |
|                | Yves Cochet              | MÉP            | 2 585        | 3,96         |             |             |  |
|                | Alain Ruellan            | PSU            | 836          | 1,28         |             |             |  |
|                | Jean-Pierre Gaudin       | LO             | 435          | 0,67         |             |             |  |
|                | Hervé Alexandre          | CCA            | 400          | 0,61         |             |             |  |
|                | Philippe Lebrethon       | PFN            | 1            | 0,00         |             |             |  |
|                |                          |                |              |              |             |             |  |
| Inscrits       | Inscrits                 | Inscrits       | 97 221       | 100,00       | 97 219      | 100,00      |  |
| Abstentions    | Abstentions              | Abstentions    | 31 343       | 32,24        | 24 676      | 25,38       |  |
| Votants        | Votants                  | Votants        | 65 878       | 67,76        | 72 543      | 74,62       |  |
| Blancs et nuls | Blancs et nuls           | Blancs et nuls | 599          | 0,91         | 776         | 1,07        |  |
| Exprimés       | Exprimés                 | Exprimés       | 65 279       | 99,09        | 71 767      | 98,93       |  |

Suppléants des principaux candidats
- Edmond Hervé : Clément Théaudin, conseiller général de Liffré
- Jacques Cressard : Xavier Bourges, médecin à Guipel

#### Deuxième circonscription (Rennes-Sud)
La circonscription de Rennes-Sud comprenait sept cantons : Châteaugiron, Montauban-de-Bretagne, Montfort-sur-Meu, Mordelles, Rennes-Sud-Est, Rennes-Sud-Ouest et Saint-Méen-le-Grand. Par ordre alphabétique, les deux principaux candidats en lice dans cette circonscription sont :
- Jean-Michel Boucheron, conseiller général de Rennes-V et adjoint au maire de Rennes, pour le PS ;
- André Guillou, suppléant de François Le Douarec et conseiller général de Saint-Méen-le-Grand, investi par le RPR et l'UNM.

| Candidat       | Candidat                  | Parti                | Premier tour | Premier tour | Second tour | Second tour |  |
| Candidat       | Candidat                  | Parti                | Voix         | %            | Voix        | %           |  |
| -------------- | ------------------------- | -------------------- | ------------ | ------------ | ----------- | ----------- |  |
|                | Jean-Michel Boucheron élu | PS                   | 39 546       | 44,63        | 55 414      | 56,97       |  |
|                | André Guillou             | RPR (UNM)            | 31 000       | 34,99        | 41 858      | 43,03       |  |
|                | Alain Galesne             | UDF (Rad)            | 6 862        | 7,75         |             |             |  |
|                | Christian Benoist         | PCF                  | 5 578        | 6,30         |             |             |  |
|                | Pierre-Yves Glorennec     | MÉP                  | 3 406        | 3,84         |             |             |  |
|                | Monique Rannou            | UDB                  | 959          | 1,08         |             |             |  |
|                | Raymond Madec             | LO                   | 650          | 0,73         |             |             |  |
|                | Gérard Heurlin            | LCR                  | 330          | 0,37         |             |             |  |
|                | Christian Moënne          | Extrême gauche (OCF) | 271          | 0,31         |             |             |  |
|                |                           |                      |              |              |             |             |  |
| Inscrits       | Inscrits                  | Inscrits             | 133 503      | 100,00       | 133 498     | 100,00      |  |
| Abstentions    | Abstentions               | Abstentions          | 43 974       | 32,94        | 35 062      | 26,26       |  |
| Votants        | Votants                   | Votants              | 89 529       | 67,06        | 98 436      | 73,74       |  |
| Blancs et nuls | Blancs et nuls            | Blancs et nuls       | 927          | 1,04         | 1 164       | 1,18        |  |
| Exprimés       | Exprimés                  | Exprimés             | 88 602       | 98,96        | 97 272      | 98,82       |  |

Suppléants des principaux candidats
- Jean-Michel Boucheron : Remi Coudron, conseiller général de Rennes-Sud-Ouest (Bruz-Chartres)
- André Guillou : François Le Douarec, député sortant et président du conseil général

#### Troisième circonscription (Vitré)
La circonscription de Vitré comprenait sept cantons : Argentré-du-Plessis, Châteaubourg, La Guerche-de-Bretagne, Janzé, Retiers, Vitré-Est et Vitré-Ouest. Par ordre alphabétique, les deux principaux candidats en lice dans cette circonscription sont :
- Guy Gerbaud, conseiller municipal de La Guerche-de-Bretagne, pour le PS ;
- Pierre Méhaignerie, député sortant, conseiller général de Vitré-Est et maire de Vitré, investi par le CDS (UDF) et l'UNM.

|                | Pierre Méhaignerie sortant réélu | UDF (CDS)      | 29 321 | 72,58  |  |  |  |
|                | Guy Gerbaud                      | PS             | 9 073  | 22,46  |  |  |  |
|                | Jean Fuseau                      | CNIP           | 1 234  | 3,05   |  |  |  |
|                | Jean Le Duff                     | PCF            | 821    | 2,03   |  |  |  |
|                | Marie-Bernadette Alexandre       | CCA            | 1      | 0      |  |  |  |
|                |                                  |                |        |        |  |  |  |
| Inscrits       | Inscrits                         | Inscrits       | 53 900 | 100,00 |  |  |  |
| Abstentions    | Abstentions                      | Abstentions    | 12 815 | 23,78  |  |  |  |
| Votants        | Votants                          | Votants        | 41 085 | 76,22  |  |  |  |
| Blancs et nuls | Blancs et nuls                   | Blancs et nuls | 635    | 1,55   |  |  |  |
| Exprimés       | Exprimés                         | Exprimés       | 40 450 | 98,45  |  |  |  |

Suppléants des principaux candidats
- Pierre Méhaignerie : Maurice Drouet, député sortant, conseiller général et conseiller municipal de Janzé
- Guy Gerbaud : Jacques Crochet, directeur d'école à Vitré

#### Quatrième circonscription (Redon)
La circonscription de Redon comprenait huit cantons : Bain-de-Bretagne, Grand-Fougeray, Guichen, Maure-de-Bretagne, Pipriac, Plélan-le-Grand, Redon et Le Sel-de-Bretagne. Par ordre alphabétique, les trois principaux candidats en lice dans cette circonscription sont :
- Pierre Bourges, conseiller municipal de Redon, pour le PS ;
- Constant Hubert, conseiller général de Bain-de-Bretagne et conseiller régional, investi par le CNIP et l'UNM ;
- Alain Madelin, député sortant, investi par le PR (UDF), le RPR et l'UNM.

| Candidat       | Candidat                    | Parti          | Premier tour | Premier tour | Second tour | Second tour |  |
| Candidat       | Candidat                    | Parti          | Voix         | %            | Voix        | %           |  |
| -------------- | --------------------------- | -------------- | ------------ | ------------ | ----------- | ----------- |  |
|                | Alain Madelin sortant réélu | UDF (PR)       | 16 810       | 41,70        | 23 269      | 53,70       |  |
|                | Pierre Bourges              | PS             | 13 450       | 33,37        | 20 062      | 46,30       |  |
|                | Constant Hubert             | CNIP           | 7 912        | 19,63        | Retrait     | Retrait     |  |
|                | Marc Garreau                | PCF            | 2 134        | 5,29         |             |             |  |
|                |                             |                |              |              |             |             |  |
| Inscrits       | Inscrits                    | Inscrits       | 57 597       | 100,00       | 57 592      | 100,00      |  |
| Abstentions    | Abstentions                 | Abstentions    | 16 817       | 29,2         | 13 532      | 23,5        |  |
| Votants        | Votants                     | Votants        | 40 780       | 70,8         | 44 060      | 76,5        |  |
| Blancs et nuls | Blancs et nuls              | Blancs et nuls | 474          | 1,16         | 729         | 1,65        |  |
| Exprimés       | Exprimés                    | Exprimés       | 40 306       | 98,84        | 43 331      | 98,35       |  |

Suppléants des principaux candidats
- Alain Madelin : Jean Poilly, premier adjoint au maire de Laillé
- Pierre Bourges : Gilbert Amossé, agriculteur à Lieuron
- Constant Hubert : Jean-Yves Chatagnier, conseiller municipal de Redon

#### Cinquième circonscription (Fougères)
La circonscription de Fougères comprenait six cantons : Antrain, Fougères-Nord, Fougères-Sud, Louvigné-du-Désert, Saint-Aubin-du-Cormier et Saint-Brice-en-Coglès. Par ordre alphabétique, les deux principaux candidats en lice dans cette circonscription sont :
- Michel Cointat, député sortant et maire de Fougères, investi par le RPR et l'UNM ;
- Jacques Faucheux, conseiller municipal de Fougères, pour le PS.

|                | Michel Cointat sortant réélu | RPR (UNM)      | 22 444 | 54,72  |  |  |  |
|                | Jacques Faucheux             | PS             | 13 377 | 32,61  |  |  |  |
|                | Louis Feuvrier               | MDD            | 2 934  | 7,15   |  |  |  |
|                | Jean-Claude Guillerm         | PCF            | 1 995  | 4,86   |  |  |  |
|                | Alfred Vannier               | PFN            | 262    | 0,64   |  |  |  |
|                | Bernadette Gicquel           | CCA            | 4      | 0,04   |  |  |  |
|                |                              |                |        |        |  |  |  |
| Inscrits       | Inscrits                     | Inscrits       | 56 110 | 100,00 |  |  |  |
| Abstentions    | Abstentions                  | Abstentions    | 14 311 | 25,51  |  |  |  |
| Votants        | Votants                      | Votants        | 41 799 | 74,49  |  |  |  |
| Blancs et nuls | Blancs et nuls               | Blancs et nuls | 783    | 1,87   |  |  |  |
| Exprimés       | Exprimés                     | Exprimés       | 41 016 | 98,13  |  |  |  |

Suppléants des principaux candidats
- Michel Cointat : Paul Le Ker, député sortant et premier adjoint au maire de Fougères
- Jacques Faucheux : Pierre Bouvet, conseiller de gestion agricole à Romagné

#### Sixième circonscription (Saint-Malo)
La circonscription de Saint-Malo comprenait neuf cantons : Cancale, Châteauneuf-d'Ille-et-Vilaine, Combourg, Dinard, Dol-de-Bretagne, Pleine-Fougères, Saint-Malo-Nord, Saint-Malo-Sud et Tinténiac. Par ordre alphabétique, les deux principaux candidats en lice dans cette circonscription sont :
- Louis Chopier, maire de Saint-Malo, pour le PS.
- Jean Hamelin, député sortant[7], conseiller général et maire de Dol-de-Bretagne, investi par le RPR et l'UNM.

| Candidat       | Candidat                   | Parti          | Premier tour | Premier tour | Second tour | Second tour |  |
| Candidat       | Candidat                   | Parti          | Voix         | %            | Voix        | %           |  |
| -------------- | -------------------------- | -------------- | ------------ | ------------ | ----------- | ----------- |  |
|                | Jean Hamelin sortant réélu | RPR (UNM)      | 34 030       | 49,89        | 37 930      | 51,80       |  |
|                | Louis Chopier              | PS             | 27 228       | 39,91        | 35 293      | 48,20       |  |
|                | René Busnel                | PCF            | 3 890        | 5,70         |             |             |  |
|                | Yves Debove                | MÉP            | 2 058        | 3,01         |             |             |  |
|                | Henri Gourmelen            | UDB            | 1 009        | 1,48         |             |             |  |
|                |                            |                |              |              |             |             |  |
| Inscrits       | Inscrits                   | Inscrits       | 94 262       | 100,00       | 94 261      | 100,00      |  |
| Abstentions    | Abstentions                | Abstentions    | 25 112       | 26,64        | 19 928      | 21,14       |  |
| Votants        | Votants                    | Votants        | 69 150       | 73,36        | 74 333      | 78,86       |  |
| Blancs et nuls | Blancs et nuls             | Blancs et nuls | 935          | 1,35         | 1 110       | 1,49        |  |
| Exprimés       | Exprimés                   | Exprimés       | 68 215       | 98,65        | 73 223      | 98,51       |  |

Suppléants des principaux candidats
- Jean Hamelin : Robert Desnos, conseiller général de Saint-Malo-Sud
- Louis Chopier : Louis Mordrel, expert auprès de la Communauté européenne

## Rappel des résultats départementaux des élections de 1978

### Élus en 1978
| Circ.            | Élu(e) | Élu(e)  | Élu(e)                | Élu(e)     | Élu(e)     | Battu(e) (seconde place) | Battu(e) (seconde place) | Battu(e) (seconde place) | Battu(e) (seconde place) | Battu(e) (seconde place) |
| Circ.            | Parti  | Parti   | Nom                   | % Exprimés | % Exprimés | Parti                    | Parti                    | Nom                      | % Exprimés               | % Exprimés               |
| Circ.            | Parti  | Parti   | Nom                   | 1er tour   | 2e tour    | Parti                    | Parti                    | Nom                      | 1er tour                 | 2e tour                  |
| ---------------- | ------ | ------- | --------------------- | ---------- | ---------- | ------------------------ | ------------------------ | ------------------------ | ------------------------ | ------------------------ |
| 1re              |        | RPR     | Jacques Cressard *    | 38,88      | 54,27      |                          | PS                       | Edmond Hervé             | 32,66                    | 45,73                    |
| 2e               |        | RPR     | François Le Douarec * | 35,69      | 53,07      |                          | PS                       | Jean-Michel Boucheron    | 28,75                    | 46,93                    |
| 3e               |        | UDF-CDS | Pierre Méhaignerie *  | 72,38      |            |                          | PS                       | Guy Gerbaud              | 17,92                    |                          |
| 4e               |        | UDF-PR  | Alain Madelin         | 33,49      | 66,00      |                          | PS                       | Pierre Bourges           | 18,16                    | 33,99                    |
| 5e               |        | RPR     | Michel Cointat *      | 47,51      | 63,92      |                          | PS                       | Jacques Faucheux         | 16,18                    | 36,08                    |
| 6e               |        | RPR     | Yvon Bourges *        | 51,64      |            |                          | PS                       | Louis Chopier            | 26,02                    |                          |
| * Député sortant |        |         |                       |            |            |                          |                          |                          |                          |                          |

Remarques
4e circonscription : Jean-Baptiste Lelièvre, candidat du Centre des démocrates sociaux, se retire.